# Guants Mi·Mu

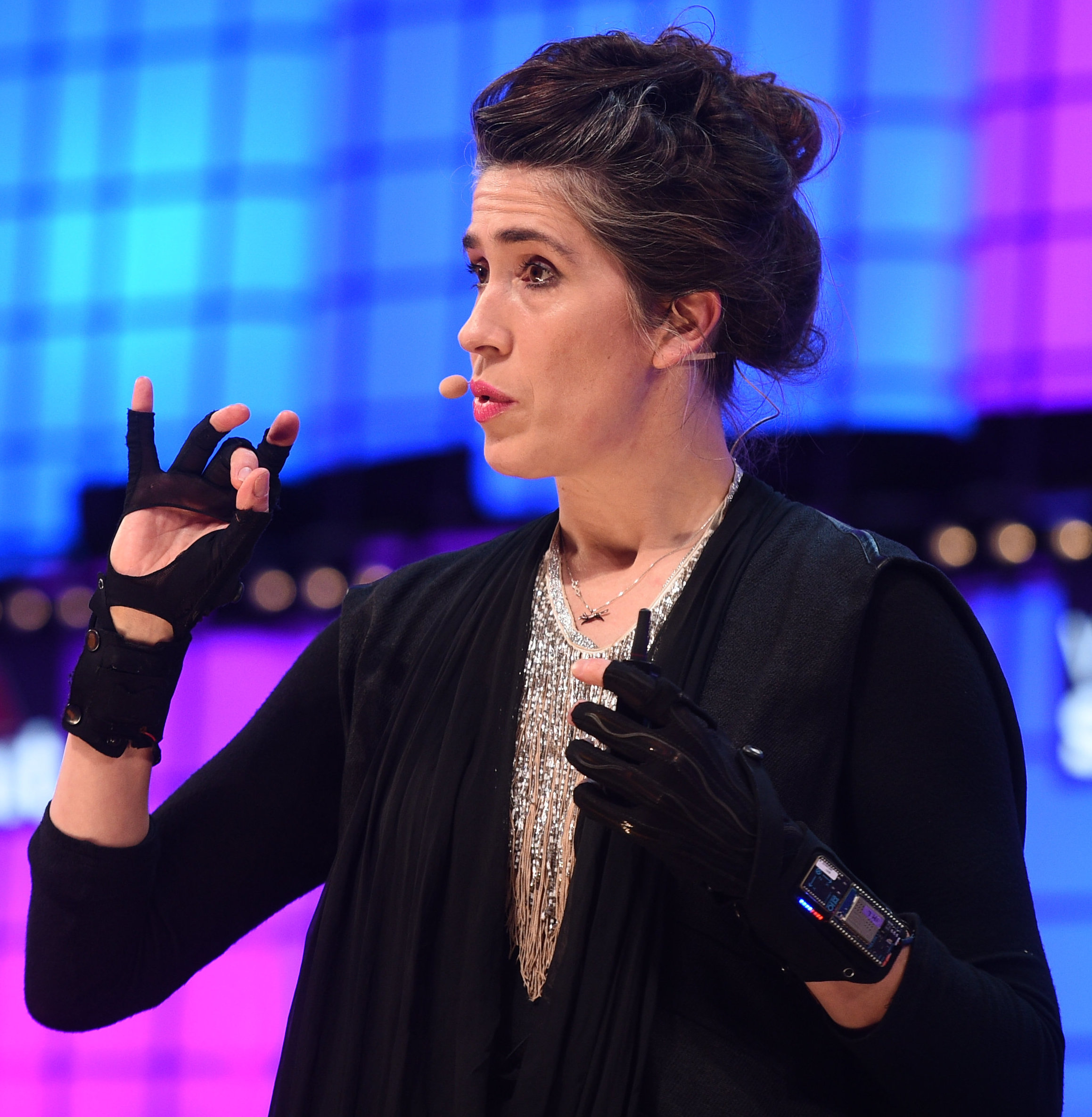
La cantant Imogen Heap utilitzant els Mi·Mu gloves.

Els guants Mi·Mu ("Mi·Mu Gloves" en anglès) són un dispositiu electrònic dissenyat i desenvolupat per un equip liderat per la cantant britànica Imogen Heap. El nom Mi·Mu prové de les maraules angleses "me" (que significa "jo") i "music" (que vol dir música). La seva forma de guants permeten que, a través d'un complex sistema de sensors i un software específic anomenat Glover, el moviment s'acabi traduint en so. L'any 2010 es va acabar el primer prototip, però no va ser fins al 2014 que altres artistes van poder experimentar-hi. El funcionament dels guants i del software no és independent. És per això que per tal de poder generar sons, cal utilitzar-los simultàniament.

## Història
Imogen Heap sempre havia integrat una gran varietat d'instruments i software electrònic dins les seves composicions i especialment durant els seus concerts. Part de l'element performàtic de les seves actuacions era veure com ella sola generava les seves melodies a través de diferents tècniques com el loop de diferents instruments i melodies. Però tot i la gran habilitat tècnica de l'artista, el seu interès va començar a girar entorn la idea de poder generar les melodies que havia realitzat a través d'un ordinador sense haver d'accedir-hi durant les actuacions. Des d'aleshores, va iniciar el projecte que acabaria generant els MI·MU gloves. La compra dels guants estan disponibles a través de la seva plataforma digital, tot i que l'experimentació i el treball per l'evolució de l'invent és constant.

## Components tecnològics
Per tal de generar qualsevol so o melodia a través dels guants es necessita un bon funcionament tant dels dispositius integrats en aquests com del software Glover.

### Dispositius integrats en els guants
Els dispositius integrats en els Mi·Mu gloves estan destinats a captar qualsevol tipus de moviment que es faci amb les mans i enviar-lo a través de WiFi cap a l'ordinador. Aquest moviment és primerament captat a través de vuit sensors analògics disposats a diferents punts de la mà. Cadascun d'ells està estratègicament col·locat per tal de poder calcular tant la flexió com la postura dels dits i la mà, incloent l'angle i l'alçada d'aquests. A part dels sensors, els guants inclouen una placa PCB situada al canell, que recull tota la informació i l'envia a l'ordinador per tal de connectar-la amb el software.

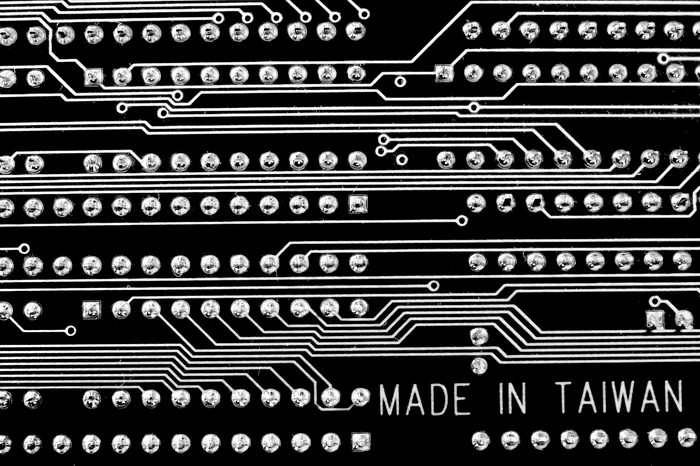
Placa d'un circuit imprès, PCB.

### Software
Una vegada les senyals generades pels guants han arribat a l'ordinador, el software Glover es dedica habilitar l'opció de relacionar els gestos amb qualsevol so. Cal destacar que ni els guants ni Glover en sí no produeixen cap so. El so s'aconsegueix a través de la connexió entre missatges que generen els guants i qualsevol hadrware o softaware musical que l'usuari utilitzi, com per exemple MIDI o OSC. Per tant, l'objectiu de Glover és permetre a l'usuari establir connexions amb els gestos i els sons que aquest decideixi.
Per poder traduir els moviments en sons, el software compta amb un sistema d'algoritmes d'aprenentatge automàtic que desxifren el gest per tal de poder vincular-lo a un so. Una vegada establert aquest vincle entre els guants i els softwares (Glover i software musical), l'usuari dels MI·MU Gloves pot començar a generar sons a través del moviment. Dins de Glover existeixen gestos predeterminats, que l'usuari pot escollir. Així mateix, també existeix l'opció d'"ensenyar" al software sinó que l'usuari té la llibertat de generar el moviment que vulgui i relacionar-lo amb el so que esculli. Per tant, el funcionament dels guants no és universal, decisió presa deliberadament per tal d'oferir completa llibertat de creació i moviment, permetent així un gran ventall de possibilitats creatives entre els seus usuaris.

### Feedback
Com a eina comunicativa amb l'usuari dels guants, aquests ofereixen un conjunt de dispositius que permeten rebre informacíó tant visual com hàptica del procés de generació de so. Dins de la placa PCB, hi ha un motor de vibració. A través del software, les vibracions que emet es poden vincular a qualsevol gest. A més, al dit índex hi ha una llum LED en format de botó que pot configurar-se per tal que canviï de color amb el so o el gest. D'aquesta manera, l'usuari rep un feedback del funcionament de l'aparell.

### Ergonomia
Un dels principals objectius que hi ha darrere dels guants és aconseguir una comoditat que permeti la generació de melodies electròniques sense haver de recórrer a l'ús manual de cap ordinador. Per això aspectes com el disseny i el material estan pensats per tal de ser el màxim d'ergonòmics possible. El material del que els guants estan fets és una malla utilitzada en la confecció de roba d'esport d'alt rendiment. A més, els materials són 100% reciclats. Això implica que a més de tractar-se de teles de gran qualitat, són completament sostenibles, cosa que era de gran interès per l'equip dels Mi·Mu gloves.

## Artistes associats
Tot i que avui en dia els Mi·Mu gloves estan disponibles pel públic general, hi ha un equip d'artistes oficialment vinculats amb el projecte. L'àmplia varietat d'opcions que ofereixen els guants permet que artistes d'àmbits completament diferents puguin adaptar el seu ús per propòsits variats. Els guants, tot i estar inicialment dissenyats pensant en la part performàtica d'un procés artístic, s'han arribat a utilitzar en la mateixa ceració de melodies. La característica comuna que tenen totes les varietats d'usos és la integració dle moviment corporal, d'una manera completament coreogràfica.

### Imogen Heap
A més de ser la directora creativa del projecte, Imogen Heap és una cantautora, productora i enginyera de so. Els seus inicis clàssics instruments com el piano, el cello i el clarinet fan d'ella una músic professionalment formada. Heap sempre ha apostat per la inclusió de la tecnologia dins la creació musical. Abans d'arribar als Mi·Mu gloves, la cantautora ja utilitzava recursos tecnològics que combinava amb l'ús de la seva veu i diferents instruments. L'apartat performàtic té una gran importància dins la seva obra. Aquest genera interès perque actua sovint ella sola, creant totes les melodies ella mateixa a través d'eines com la loop station. Amb la integració dels Mi·Mu gloves, Heap ha aconseguit generar en solitari i des de zero les complexes melodies que inicialment crea amb ordinadors.

### Chagall
Chagall és una artista holandesa que ha estat treballant en composicions i actuacions amb els Mi·Mu gloves des de l'any 2015. Juntament amb els sons electrònics i efectes vocals, treballa amb projeccions audiovisuals. Des de la integració dels guants Mi·Mu, Chagall ha dissenyat espectacles on l'ús d'aquests és un element central, apareixent tant sonorament com visualment en les seves projeccions.

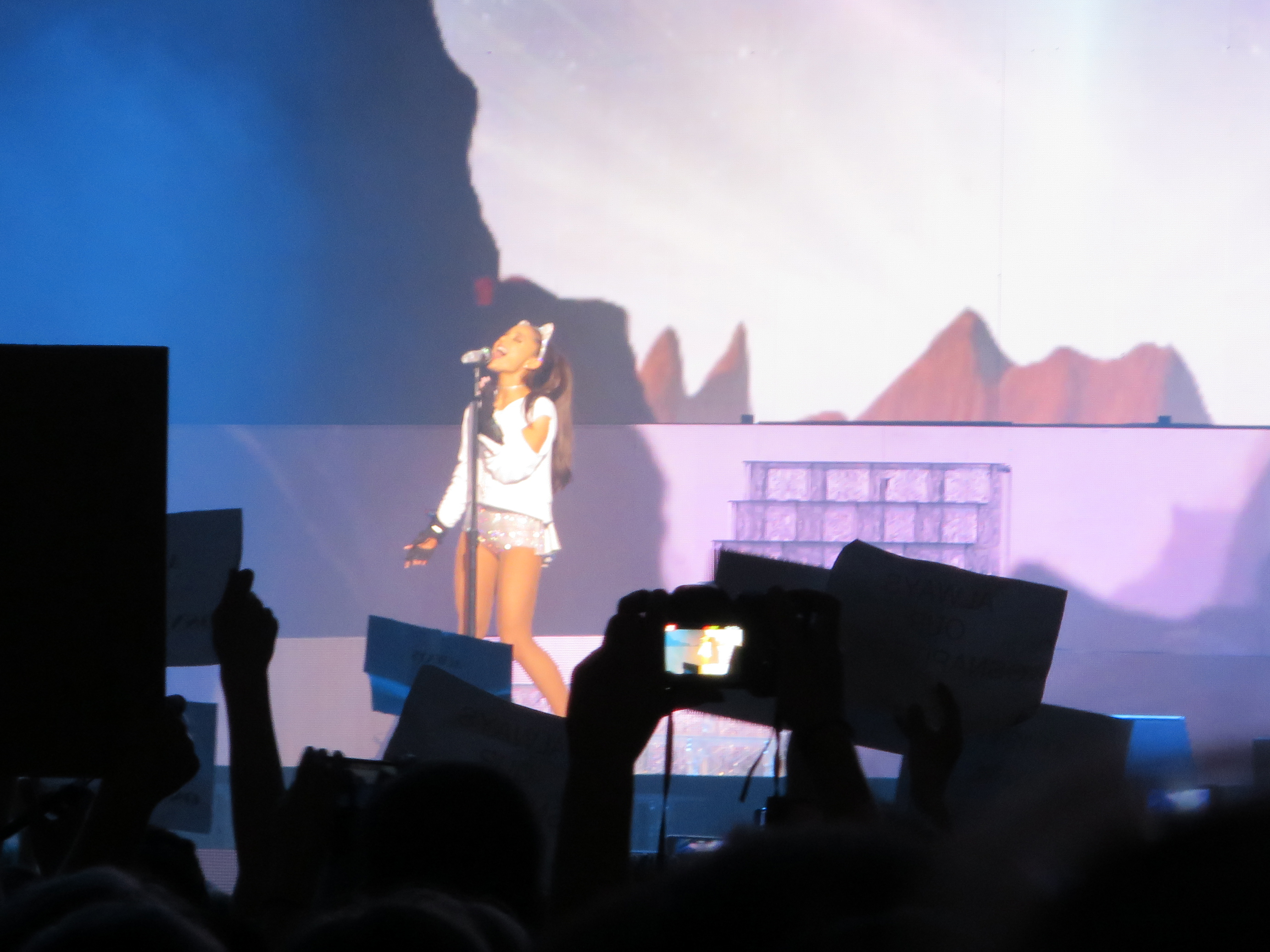
Ariana Grande utilitzant els Mi·Mu gloves durant la gira Honeymoon Tour, 2014.

### Ariana Grande
És una cantautora i actriu estatunidenca que va ser de les primeres artistes a experimentar amb els guants Mi·Mu. Tot i que la seva obra no inclou composicions amb els Mi·Mu gloves, Ariana Grande va utilitzar-los durant el sue primer tour d'estadis, versionant cançons seves i d'Imogen Heap. Els guants en aquest cas serveixen d'eina per harmonitzar amb la veu de la cantant.

### PYANOOK
A través dels Mi·Mu gloves, el compositor i pianista Ralf Schmid ha creat una sèrie de composicions concebudes des d'un inici a través dels guants. A través de la combinació d'aquests amb el piano, Pyanook crea una música que vol allunyar-se de les barreres del gènere, intentant arribar a el que ell anomena com a "holisme musical".

### Dyskinetic[6]
Dyskinetic és el nom artístic del músic Kris Halpins. Halpins pateix una discapacitat causada per una paràlisi cerebral discinètica, cosa que no li permet tocar instruments convencionals. A través dels Mi·Mu gloves, Dyskinetic ha explorat el camp del heavy metal, així com amb música rock. Va ser dels primers artistes a treballar amb els guants, i també el primer a utilitzar-lo com a instrument accessible per gent amb discapacitats.